# Nelson Gutiérrez
Nelson Daniel Gutiérrez Luongo (13 kwietnia 1962 w Montevideo) – urugwajski piłkarz noszący przydomek, grający jako obrońca.

## Kariera klubowa
Gutiérrez rozpoczął swoją karierę piłkarską w klubie CA Peñarol, z którym dwa razy z rzędu zdobył mistrzostwo Urugwaju – w 1981 i 1982. Następnie Peñarol z Gutiérrezem w składzie zwyciężył w turnieju Copa Libertadores 1982 i jeszcze w tym samym roku pokonał zdobywcę PEMK, angielski klub Aston Villa, zdobywając Puchar Interkontynentalny.
W 1985 Gutiérrez przeniósł się do Kolumbii, gdzie przez krótki czas grał w Atlético Nacional, skąd w 1986 przeszedł do argentyńskiego klubu River Plate.
Gutiérrez miał swój udział w sukcesach klubu River Plate – w sezonie 1985/86 zdobył mistrzostwo Argentyny, wygrał Copa Libertadores 1986, a następnie zdobył Puchar Interkontynentalny i Copa Interamericana.
W końcu lat 80. przeniósł się do Europy. Najpierw grał w klubach włoskich S.S. Lazio i Hellas Verona, a następnie przez dwa lata grał w hiszpańskim klubie Logroñés, skąd w 1993 wrócił do Urugwaju, do klubu Peñarol, z którym cztery razy z rzędu zdobył mistrzostwo Urugwaju – w 1993, 1994, 1995 i 1996. Karierę piłkarską zakończył w 1997 w klubie Defensor Sporting.

## Kariera reprezentacyjna
Wraz z reprezentacją Urugwaju wziął udział w turnieju Copa América 1983, w którym Urugwaj zdobył tytuł mistrza Ameryki Południowej. W fazie grupowej Gutiérrez zagrał tylko w meczu z Chile, w którym otrzymał czerwoną kartkę. Następnie zagrał w obu meczach półfinałowych z Peru i w obu spotkaniach finałowych z Brazylią.
Wziął udział w finałach mistrzostw świata w 1986 roku, gdzie Urugwaj dotarł do 1/8 finału. Gutiérrez zagrał we wszystkich czterech meczach – z Niemcami, Danią, Szkocją i Argentyną.
W turnieju Copa América 1987 Urugwaj obronił tytuł najlepszej drużyny Ameryki Południowej, a Gutiérrez zagrał we wszystkich dwóch spotkaniach – półfinałowym z Argentyną i finałowym z Chile.
W turnieju Copa América 1989 Urugwaj został wicemistrzem Ameryki Południowej. Gutiérrez zagrał we wszystkich meczach poza pierwszym spotkaniem z Ekwadorem – czyli z Boliwią, Chile, w obu spotkaniach (grupowym i finałowym) z Argentyną, z Paragwajem i Brazylią.
Wziął także udział w finałach mistrzostw świata w 1990 roku, gdzie Urugwaj ponownie odpadł w 1/8 finału. Gutiérrez wystąpił we wszystkich czterech spotkaniach – z Hiszpanią, Belgią, Koreą Południową i Włochami.
Łącznie w reprezentacji Urugwaju rozegrał 57 meczów.

## Sukcesy
| Sezon   | Klub        | Tytuł                     |
| ------- | ----------- | ------------------------- |
| 1981    | CA Peñarol  | Mistrz Urugwaju           |
| 1982    | CA Peñarol  | Mistrz Urugwaju           |
| 1982    | CA Peñarol  | Copa Libertadores         |
| 1982    | CA Peñarol  | Puchar Interkontynentalny |
| 1985/86 | River Plate | Mistrz Argentyny          |
| 1986    | River Plate | Copa Libertadores         |
| 1986    | River Plate | Puchar Interkontynentalny |
| 1987    | River Plate | Copa Interamericana       |
| 1993    | CA Peñarol  | Mistrz Urugwaju           |
| 1994    | CA Peñarol  | Mistrz Urugwaju           |
| 1995    | CA Peñarol  | Mistrz Urugwaju           |
| 1996    | CA Peñarol  | Mistrz Urugwaju           |